# マレーシア証券取引所
マレーシア証券取引所（マレー語：Bursa Malaysia）またはブルサ・マレーシア、クアラルンプール証券取引所（KLSE）は、マレーシアの証券取引所。
所在地はクアラルンプールで、設立は1964年。公営ではなく、私営の会社。

## 上場企業

### 金融
- パブリック銀行 (Public Bank)
- ホンリョン・フィナンシャル・グループ (Hong Leong Financial group Bhd)
- メイバンク (Malayan Banking)
- AMMBホールディングス(AMMB Holdings Bhd)
- CIMBグループ (CIMB Group)
- EON銀行

### その他
- エアアジア(AirAsia)
- サイム・ダービー (Sime Darby Berhad)
- MISC (MISC Bhd)…海運会社
- アクシアタ (Axiata Group Berhad)
- ペルリス・プランテーションズ (Perlis Plantations Bhd)
- DIGI (DiGi Telecommunication) …マレーシア最大の携帯電話事業者
- ペトロナス・ガス (Petronas Gas Bhd)…ペトロナスの子会社
- ペトロナス・ダガンガン (Petronas Dagangan Bhd)…ペトロナスの子会社
- ゲンティン・グループ (Genting Malaysia berhad) …ゲンティンハイランドのリゾートを運営
- ブリティッシュ・アメリカンタバコ (British American Tobacco Malaysia Bhd)
- ネスレマレーシア (Nestle (Malaysia) Berhad)
- テナガ・ナショナル (Tenaga Nasional Bhd)　…マレーシアの電力会社
- IOIコープ (IOI Corp Bhd)
- プラス・エクスプレスウェイズ (PLUS Expressway Berhad)
- YTLコーポレーション (YTL Corporation Bhd)
- テレコム・マレーシア (Telekom Malaysia)
- ベルジャヤ・グループ
- プロトン